# Pityranthus intermedius
Pityranthus intermedius är en amarantväxtart som först beskrevs av L. Chevall., och fick sitt nu gällande namn av H. Wolff. Pityranthus intermedius ingår i släktet Pityranthus och familjen amarantväxter. Inga underarter finns listade i Catalogue of Life.